# 山崎雅也
山崎 雅也（やまざき まさや、7月26日 - ）は、日本の男性声優。東京都出身。2009年7月までぷろだくしょんバオバブに所属していた。

## 人物
サッカーファン。珠算1級の資格を持つ。

## 出演作品

### テレビアニメ
- ガン×ソード（船員、街の人 他）

### 劇場版アニメ
- 名探偵コナン 探偵たちの鎮魂歌（ミラクルランド・エキストラ）

### 吹き替え
- F.B.EYE!! 相棒犬リーと女性捜査官スーの感動!事件簿（アーロン）
- クリミナル・マインド FBI行動分析課（男性SP）
- ペナルティ・パパ（トム）

### 舞台
- 『DOLL』（CHK放送劇団）
- 『銀河鉄道の夜』（CHK放送劇団）
- 『OUR TOWN』（CHK放送劇団）
- 『私の中の狼魚の中の狼』（CHK放送劇団、2001年）
- 『Ark』(SHAFT、2008年)

### その他
- Rita×SHAFT　Seirios 00(2008)
- Rita×SHAFT　Seirios 01(2009)